# Лоллез-Жикья
Лоллез-Жикья (удм. Лоллэӟ) — деревня в Увинском районе Удмуртии, входит в состав Петропавловского сельского поселения.

## География
Деревня находится на расстоянии 34 км к юго-востоку от посёлка Ува, административного центра района, и 48 км к западу от города Ижевск, административного центра республики.

## Население
| 2010 | 2012 |
| ---- | ---- |
| 135  | ↗140 |

## Улицы
В деревне имеются две улицы: Зелёная и Трактовая.